# Clavelero

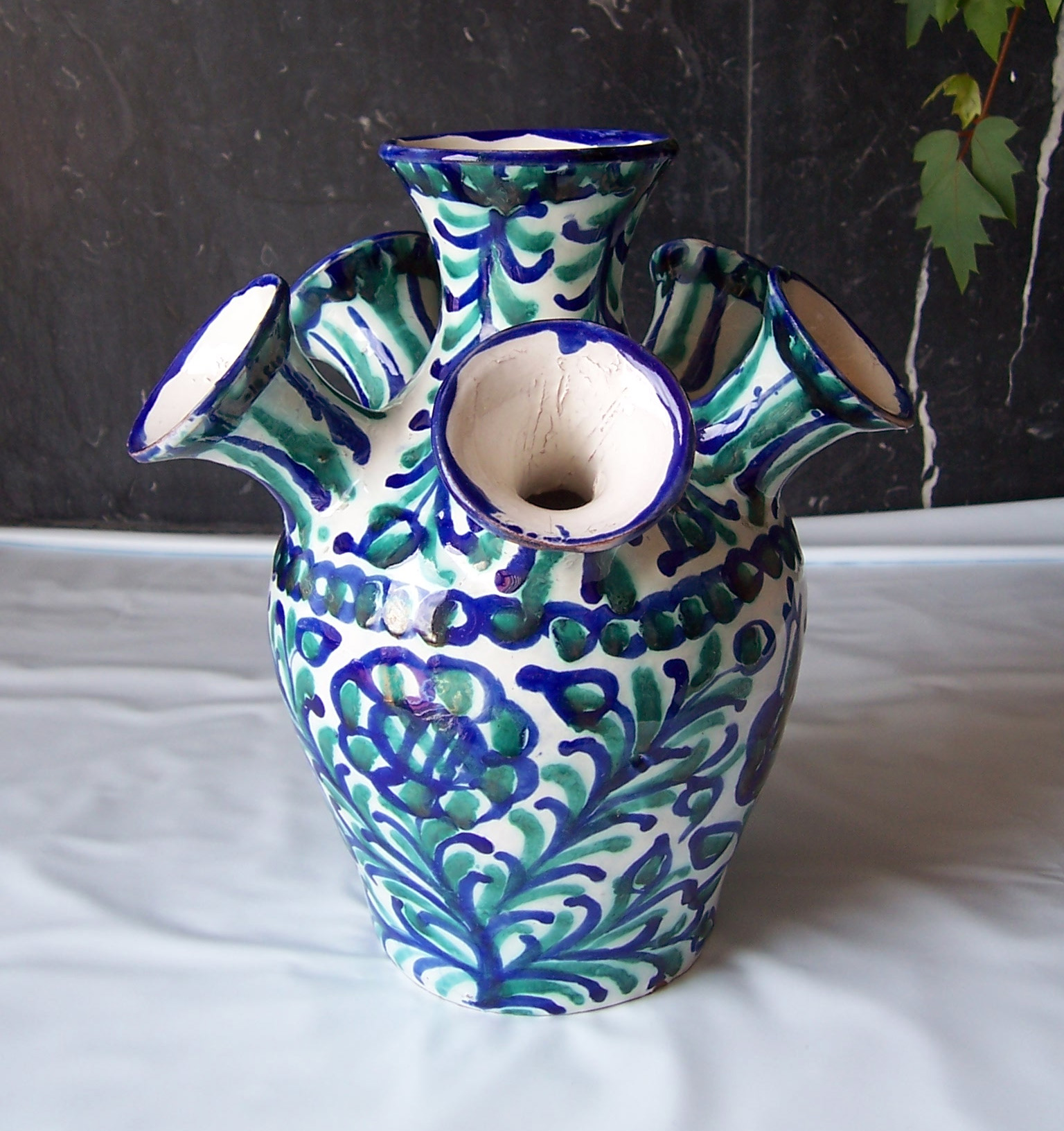
Florero Valero típico de la loza de Fajalauza (Granada, España).

El clavelero es un tipo de jarrón de varias bocas similar al tulipanero en el ámbito morfológico de los floreros, catalogado entre los elementos decorativos de la loza doméstica y con diferentes variantes en la cerámica europea.

## Origen y evolución
Diferentes ejemplos gráficos de varios tipos de jarrón de bocas, dan una pista de la evolución que pudo tener esta pieza alfarera, a partir de dos diseños diferentes, uno procedente de la arcaica cerámica africana que parece haber inspirado el modelo andaluz-mediterráneo, y otro quizá de origen hebreo, más habitual en la cerámica centroeuropea, con una cierta similitud estructural con la menorá (tradicional candelabro hebreo de siete brazos).

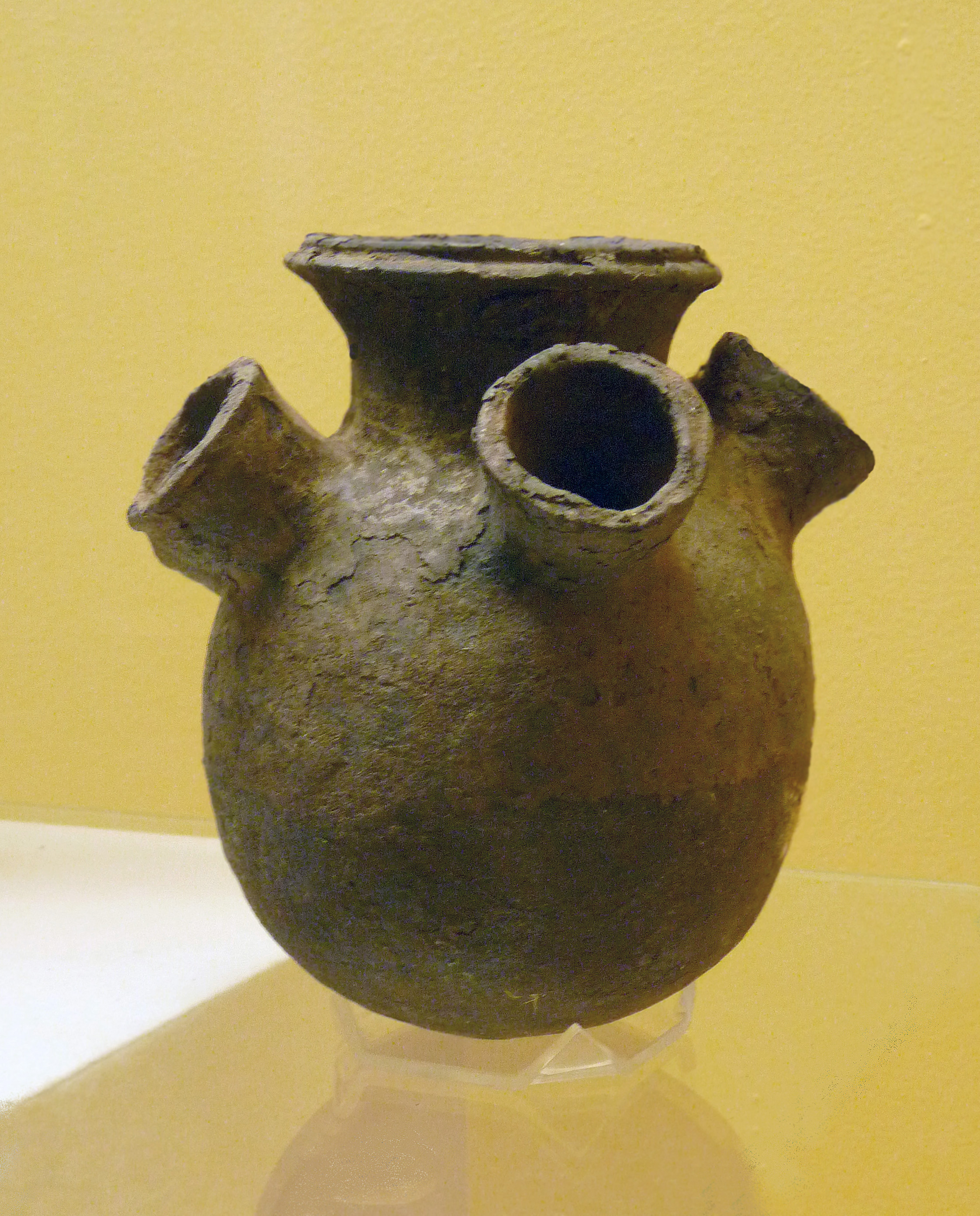
Olla de la Cultura Luluwa. Real Museo del África Central.
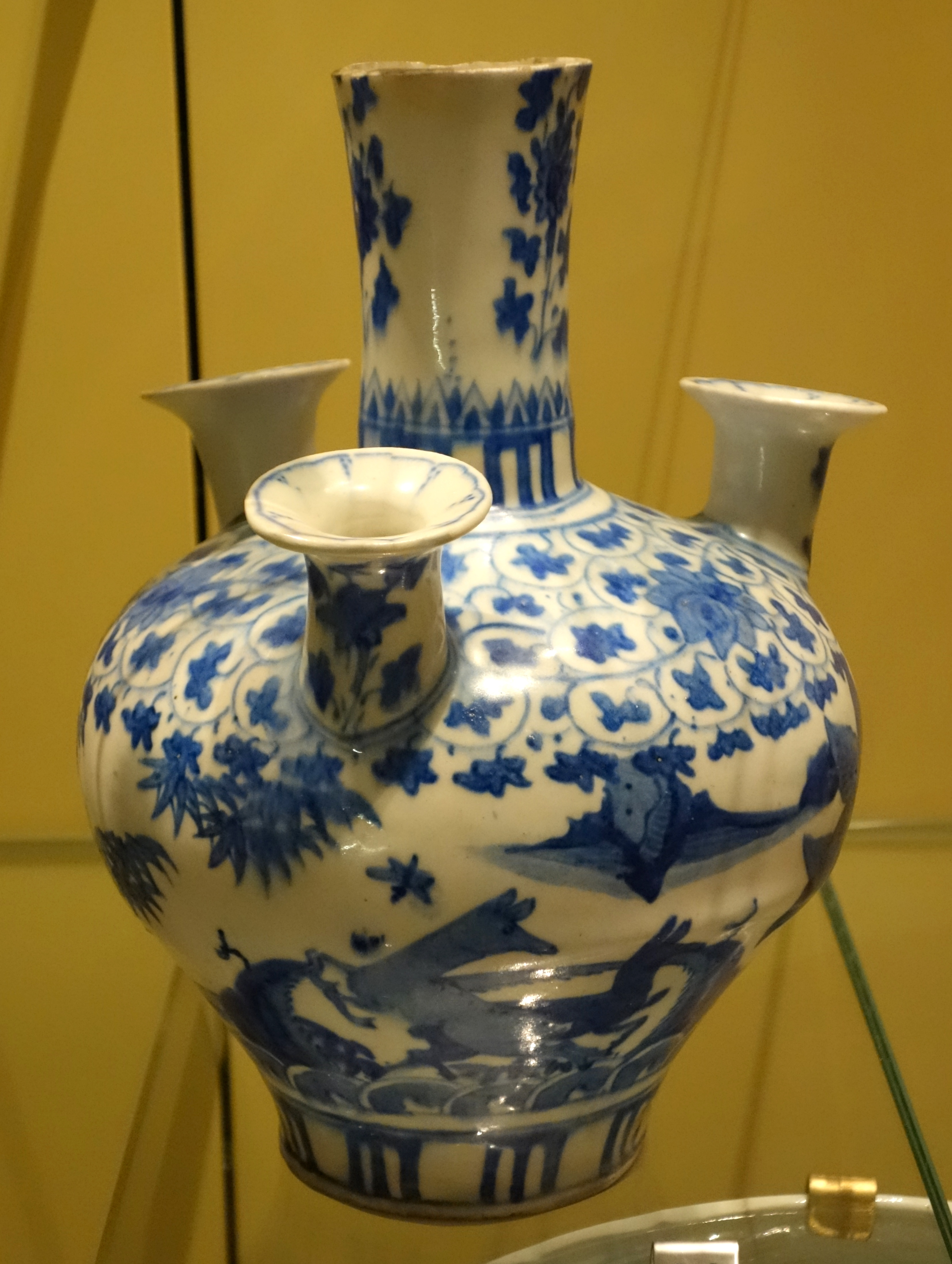
Florero iraní (Kirman,  c. 1670). Museo Real de Ontario.
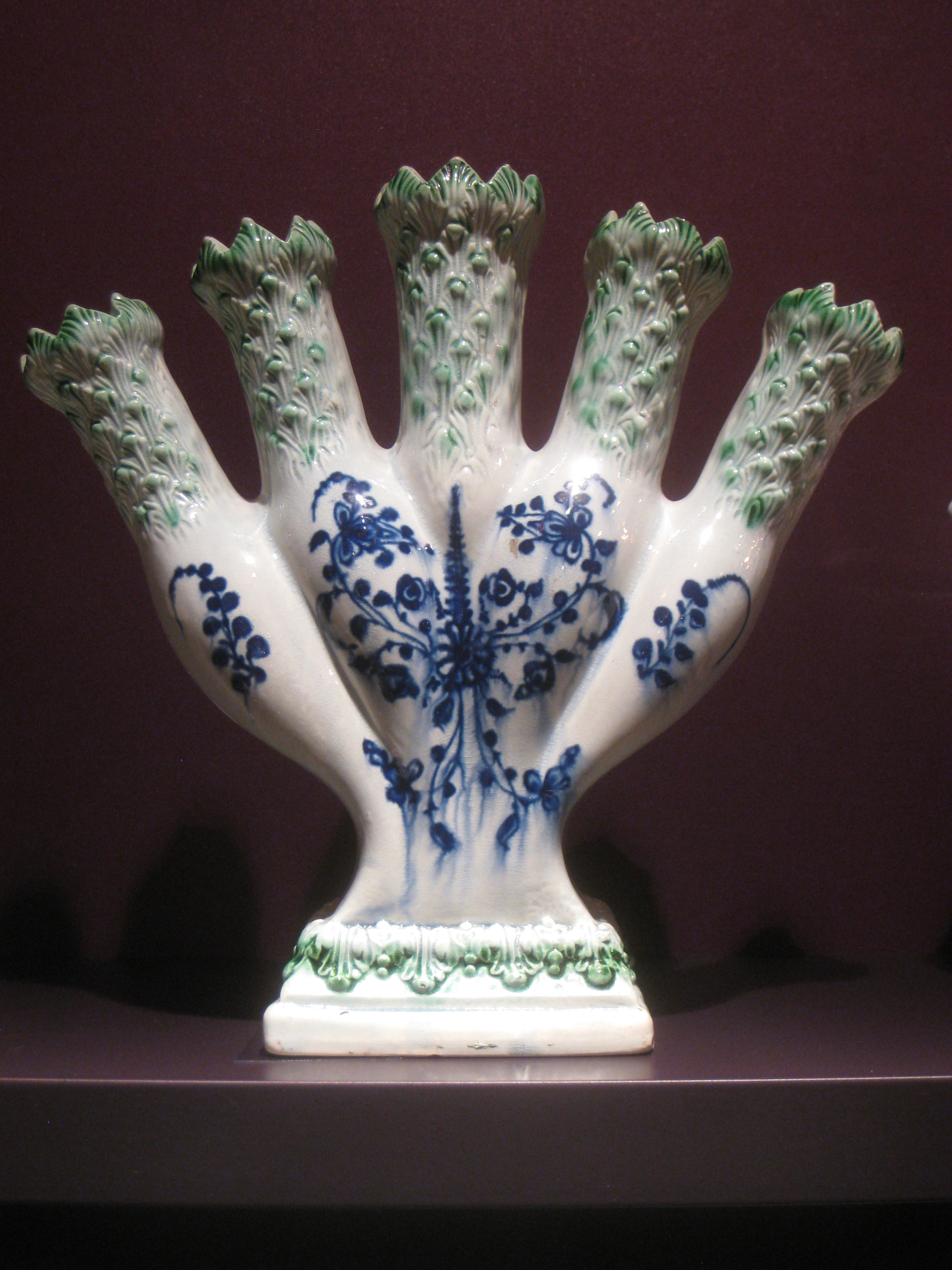
Florero de cinco dedos. Cerámica de Leeds (ca. 1780)[b]
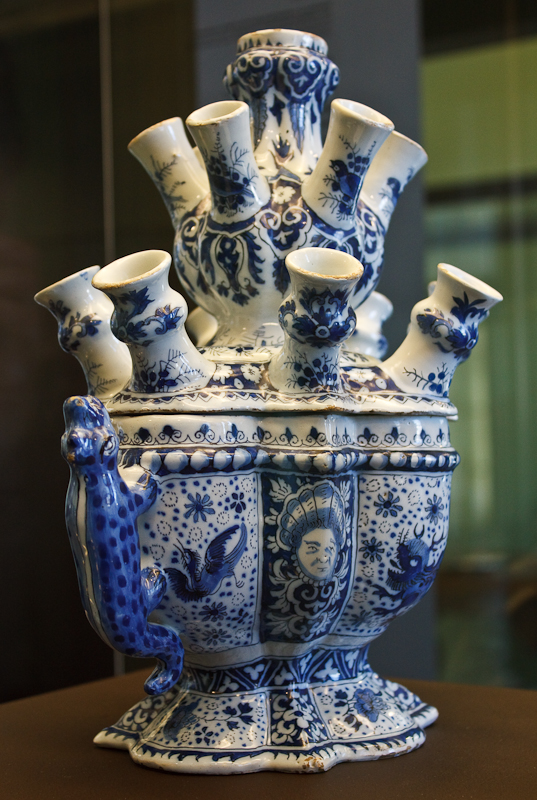
Tulipanero («tulpenvaas») de cerámica de Delft del siglo XVIII. Museum Boijmans Van Beuningen.

La estructura cerámica del clavelero coincide con el modelo de las jarras y botijos de trampa, con varios orificios para salida de líquido y uno principal de llenado (en los modelos africano y granadino, uno cualquiera de los que presenta). Hay que consignar asimismo que en la pieza alfarera de origen centroafricano, el tipo de base de la vasija y su manufactura basta justifican su uso como olla, aunque se desconoce la utilidad de los diferentes cuellos o salidas para el líquido.